# Halopteris minuta
Halopteris minuta is een hydroïdpoliep uit de familie Halopterididae. De poliep komt uit het geslacht Halopteris. Halopteris minuta werd in 1928 voor het eerst wetenschappelijk beschreven door Trebilcock. 